# Limhamns kyrka

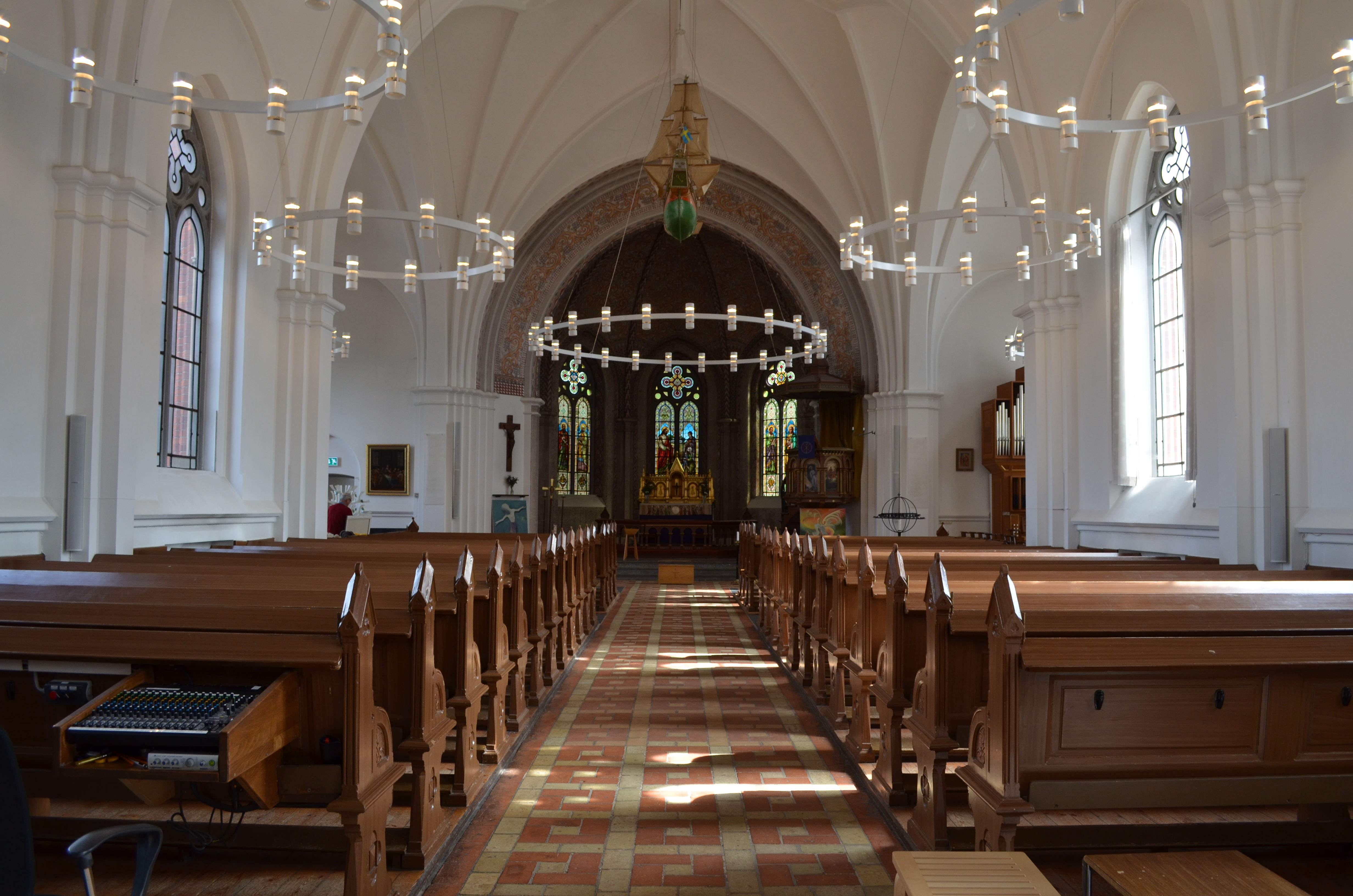
Limhamns kyrkas kyrkorum

Limhamns kyrka är en kyrkobyggnad i Limhamn, ritad av arkitekterna August Lindvall och Johan Theodor Cronsiö. Den är församlingskyrka i Limhamns församling i Lunds stift.

## Kyrkobyggnaden
Kyrkan invigdes den 19 oktober år 1890 och ersatte en medeltida tegelkyrka med trappgaveltorn som revs 1889, i Hyllieby. Nuvarande kyrka byggdes mellan den gamla kyrkan och dåvarande Limhamn på förslag av R. F. Berg eftersom det var billigare att bygga en kyrka än två. Den är utförd i så kallad eslövsgotik av rött tegel och har korsarmar i norr och söder. Taket är belagt med skiffer. Utanför kyrkan ligger Limhamns relativt stora kyrkogård. Kyrkan kallades först Hyllie nya kyrka, men då Hyllie församling 1908 bytte namn till Limhamns församling bytte även kyrkan namn.

## Inventarier
- Kyrkan har en mindre kororgel. På läktaren är en större orgel under påbyggnad som förväntas vara färdig i april 2019.
- Altaruppsats, predikstol och dopfunt är samtida med nuvarande kyrka. Predikstolen har sex fält prydda med målningar som skildrar händelser ur Jesu liv.
- Dopfatet i hamrad mässing är från 1691.[2]
- Ett krucifix från 1700-talet hänger i södra korsarmen.

### Orgel
- 1890 byggdes kyrkans första orgel av Rasmus Nilsson, 19 stämmor.
- 1930 byggde A. Mårtenssons Orgelfabrik AB, Lund en orgel med 22 stämmor.
- 1956 byggde A. Mårtenssons Orgelfabrik AB, Lund en orgel med  tre manualer och pedal.
- 2019 tillkom den nuvarande orgeln. Den består till stora delar av den orgel som byggdes av Åkerman & Lund (1867-1912-1938) för Musikaliska Akademien på Nybrokajen i Stockholm. Totalrenoverad, elektrifierad och uppsatt i Limhamns kyrka 2019 av Orglastvo Tomaz Mocnik i samarbete med Norsk Orgelverksted A/S.

| Manual I           | Manual II      | Manual III        | Pedal          | Koppel        |
| Borduna 16’        | Principal 8'   | Gedackt 16’       | Undersatz 32’  | I/P           |
| Principal 8'       | Spetsflöjt 8’  | Basetthorn 8’     | Kontrabas 16'  | II/P          |
| Flûte harm. 8’     | Dubbelflöjt 8’ | Violin 8’         | Subbas 16’     | III/P         |
| Gamba 8'           | Kvintadena 8’  | Voix céleste 8'   | Ekobas 16’     | II/I          |
| Borduna 8’         | Fugara 8’      | Salicional 8’     | Violoncelle 8’ | III/I         |
| Oktava 4'          | Rörflöjt 4’    | Rörflöjt 8’       | Flöjt 8’       | III/II        |
| Flöjt 4’           | Nachthorn 2’   | Oktava 4’         | Gedackt 8’     | I 4'/P        |
| Rauschkvint 2 chor | Cornett 4 chor | Flûte och. 4’     | Oktava 4’      | II 4'/P       |
| Mixtur 4 chor      | Corno 8’       | Fugara 4’         | Basun 16’      | III 4'/P      |
| Trumpet 8'         | Clarinette 8’  | Spetskvint 2 2/3’ | Fagott 16’     | I 4'          |
|                    | Tremulant      | Waldflöjt 2’      | Trumpet 8'     | II 4'/I       |
|                    |                | Gemsters 1 3/5’   | Trumpet 4'     | III 4'/I      |
|                    |                | Piccolo 1’        |                | II 4'         |
|                    |                | Mixtur 4 chor     |                | III 4'/II     |
|                    |                | Fagott 16’        |                | II 16'/I      |
|                    |                | Trumpet harm. 8’  |                | III 16'/II    |
|                    |                | Oboe 8’           |                | III 16'       |
|                    |                | Vox humana 8’     |                | III 16/I      |
|                    |                | Euphone 8’        |                | III 4'        |
|                    |                | Clairon 4’        |                | III 16'       |
|                    |                | Tremulant         |                | I Unison av   |
|                    |                |                   |                | II Unison av  |
|                    |                |                   |                | III Unison av |
|                    |                |                   |                |               |

#### Kororgel
- Den nuvarande kororgeln byggdes 1982 av A. Mårtenssons Orgelfabrik AB, Lund och är mekanisk.

| Huvudverk I   | Svällverk II      | Pedal      | Koppel |
| Rörflöjt 8´   | Gedackt 8'        | Subbas 16´ | I/P    |
| Principal 4'  | Koppelflöjt 4'    |            | II/P   |
| Täckflöjt 4'  | Principal 2'      |            | II/I   |
| Nasat 2 2/3'  | Larigot 1 1/3'    |            |        |
| Waldflöjt 2'  | Dulcian 8'        |            |        |
| Ters 1 3/5'   | Tremulant         |            |        |
| Mixtur II-III | Crescendosvällare |            |        |